# 新湊線
新湊線（しんみなとせん）は、富山県高岡市の能町駅と高岡貨物駅とを結ぶ日本貨物鉄道（JR貨物）の鉄道路線である。
宮城県にあった塩釜線の廃止（1997年）以降、当路線は独立した路線名を名乗る（貨物支線ではない）唯一のJRの貨物線である。

## 路線データ
- 管轄（事業種別）：日本貨物鉄道（第一種鉄道事業者）
- 路線距離（営業キロ）：1.9 km
- 軌間：1067 mm
- 駅数：2
- 複線区間：なし（全線単線）
- 電化区間：なし（全線非電化）
- 閉塞方式：特殊自動閉塞式[2]

## 歴史
新湊線は、私鉄の中越鉄道が敷設した路線である。1918年、能町駅 - 新湊駅間が開業した。1920年に中越鉄道全線が国有化され、同区間は新湊軽便線となり、1922年に新湊線と改称された。
1951年、並行路線となる富山地方鉄道高岡軌道線（後の加越能鉄道高岡軌道線、今の万葉線高岡軌道線）米島口 - 新湊（現・六渡寺）間が開業したことで旅客輸送をそちらに譲り、新湊線は貨物線となった。旅客営業廃止当時の新湊駅は現・六渡寺駅に隣接していたが、その後貨物駅としての新湊駅は旅客駅時代の中伏木駅（現・万葉線高岡軌道線中伏木停留場に隣接）の位置に移った（ただし構内は広く、旅客駅時代の新湊駅や現在の高岡貨物駅付近までも構内に含んでいた）。
旅客営業は廃止になったものの、1986年に地元の新湊高校が春、夏の甲子園に出場した際、臨時ホームラン列車が新湊駅まで乗り入れた。しかし、これを最後に新湊高校が甲子園に出場しても新湊線には乗り入れず、旧新湊市内から万葉線でのシャトル便輸送を介して高岡駅でホームラン列車に接続する形に改められている。
なお、手宮線（全長2.8 km）が廃止された1985年11月5日から宮崎空港線（全長1.4 km）開業前の1996年7月17日まで、当時全長3.6 kmあった新湊線は国鉄・JR最短路線となっていた。
2002年に新湊駅を能町駅側に移転して高岡貨物駅に改称し、以東の路線を廃止した。路線距離も1.7 km短縮されて1.9 kmとなった。これにより、全線が高岡市内に収まり、路線名にもなっている新湊市（現射水市）には届かなくなった。
2018年時点では高速貨物列車2往復が当駅と金沢貨物ターミナル駅および富山貨物駅の間で運転されていたが、同年3月のダイヤ改正で毎日運転の臨時列車1往復に削減されている。
2024年1月1日に発生し、能登半島から富山県氷見市にかけて甚大な被害が出た能登半島地震で、当線も5日まで運転見合わせとなった。同月に被災自治体向けの救援物資（救助用寄贈品）輸送貨物列車の運行が始まり、廃止が取り沙汰されて定期列車の運行も無い中で、当路線の重要性が認識された。

### 年表
- 1918年（大正7年）1月27日：中越鉄道の能町 - 新湊間2.1M（≒3.38 km）が開業。吉久停留場・中伏木駅・新湊駅が開業。
- 1920年（大正9年）9月1日：国有化され、新湊軽便線になる。吉久停留場が駅に変更され、吉久駅として開業。改マイルにより、全線で0.1M（≒0.16km）延長。
- 1922年（大正11年）9月2日：新湊線に改称[7]。
- 1930年（昭和5年）4月1日：マイル表示からキロ表示に変更（2.2M→3.6km）。
- 1935年（昭和10年）11月20日：気動車運転開始[8][9]。キハ41000を運行[9]。
- 1951年（昭和26年）4月1日：旅客営業廃止。吉久駅・中伏木駅が廃止[10]。
- 1987年（昭和62年）4月1日：国鉄分割民営化により日本貨物鉄道が承継。
- 2002年（平成14年）12月1日：新湊駅移転により改キロ。全線で1.7km短縮。同駅を高岡貨物駅に改称。
- 2018年（平成30年）3月17日：ダイヤ改正により臨時列車1往復のみの発着となり、定期貨物列車の発着がなくなる。
- 2024年（令和6年）
  - 1月1日：令和6年能登半島地震が発生し、5日まで運転見合わせ[5]。
  - 1月11日：能登半島地震被災自治体向けの救援物資（救助用寄贈品）輸送貨物列車の第1便が運行される[6]。

## 駅一覧
( ) 内は起点からの営業キロ。
2002年以前
能町駅 (0.0 km) - 吉久駅 (2.1 km) - 中伏木駅 (3.0 km) - 新湊駅 (3.6 km)
（吉久駅と中伏木駅は1951年の旅客営業廃止時に廃止）

2002年以後
能町駅 (0.0 km) - 高岡貨物駅 (1.9 km)

### 接続路線
- 能町駅：氷見線